# 拉姆斯公园
土耳其电信竞技场（土耳其語：Türk Telekom Arena）是一座位於土耳其伊斯坦布尔的多用途体育场，是土耳其劲旅加拉塔沙雷的新主场球场，以取代阿里·萨米扬球场。足球比赛中，体育场設有52,652位坐席。於2011年3月18日，该体育场内录得131.76分贝，获得「在体育场馆内最响亮的人群吼声」（Loudest crowd roar at a sports stadium）吉尼斯世界纪录大全。土耳其电信竞技场是第一个满足2016年欧洲足球锦标赛场馆要求的土耳其体育场。

## 历史

### 背景
在土耳其电信竞技场之前，位于伊斯坦布尔市中心的「阿里·萨米扬球场」自1964年到2010年的近半个世纪的时间中一直作为土耳其顶级球队加拉塔沙雷的主场。但时至今日，老旧的球场已不能适应现代足球比赛的需求。近年来，许多建议提出拆除当前体育场，并在原位置建立一个新的大型体育场。但是由于缺乏足够空间，这是不可能的。最终，阿里·萨米扬球场被一座位于马斯拉克金融区附近新的体育场替换。

### 建设
该竞技场的建设灵感参考自德国的维尔廷斯球场，采用世界一流的可伸缩屋顶，是土耳其的第一座此类球场。斯图加特ASP建筑师事务所为首的设计团队结合工程专业领域知名公司，包括慕尼黑的Obermeyer Planen+Beraten、斯图加特的Schlaich Bergermann & Partner和安卡拉的Yüksel Proje。
总的场馆建设预计将耗资约1.91亿美元，不包括145多万美元的周边配套基础设施建设。
2007年12月13日，加拉塔沙雷俱乐部董事会、球员及土耳其体育部长出席了奠基仪式后，土耳其电信竞技场正式启动施工。经过三年的建设，竞技场最终于2011年1月15日正式启用。

### 命名
该体育场的冠名权被售予土耳其电信公司，期限为10年，冠名费每年一千万美元。

## 规格

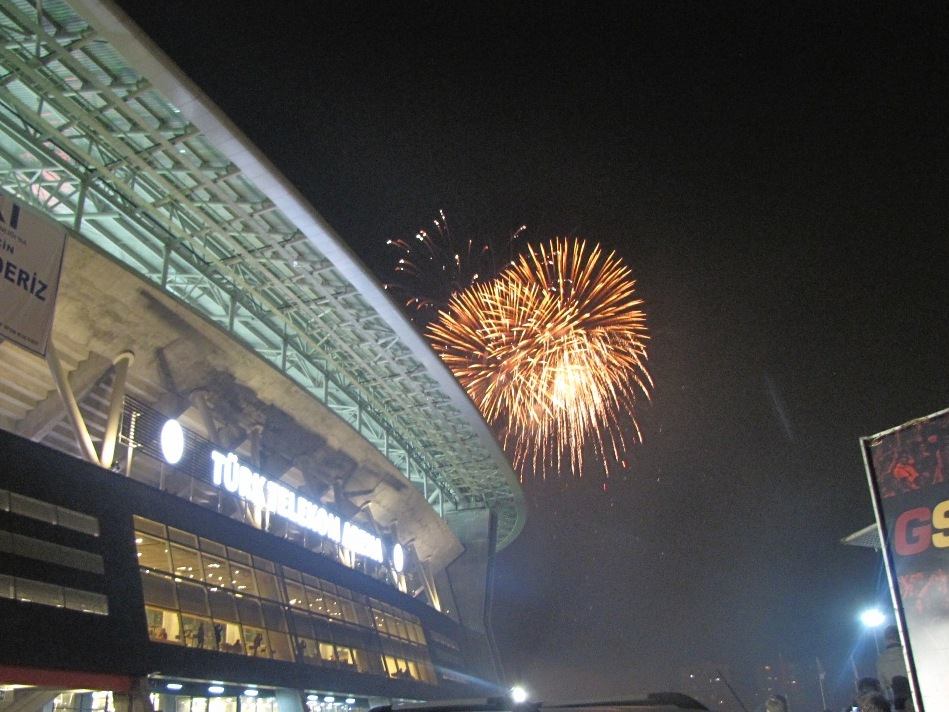
外观

作为土耳其最大的体育场馆之一，土耳其电信竞技场能容纳52650人，分为上下两层看台。包括功能室157间、贵宾区、加拉塔萨雷博物馆、体育场馆管理处、零售店、餐厅和美食广场。

### 面积
- 体育场：195000平方米 - 228米 x 190米 x 70米
- 总草地面积：111米 x 72米

### 观众坐席
- 西看台：10713
  - 第一层：5525
  - 第二层：4523

- 东看台：11425
  - 第一层：5751
  - 第二层：5009

- 南看台：15246
  - 第一层：8209
  - 第二层：6553

- 北看台：15268
  - 第一层：8028
  - 第二层：6618

### 用料
- 场馆建设混凝土用量：190000立方米
- 场馆建设钢材用量：35000吨
- 屋顶建设钢材用量：5500吨

## 音乐会

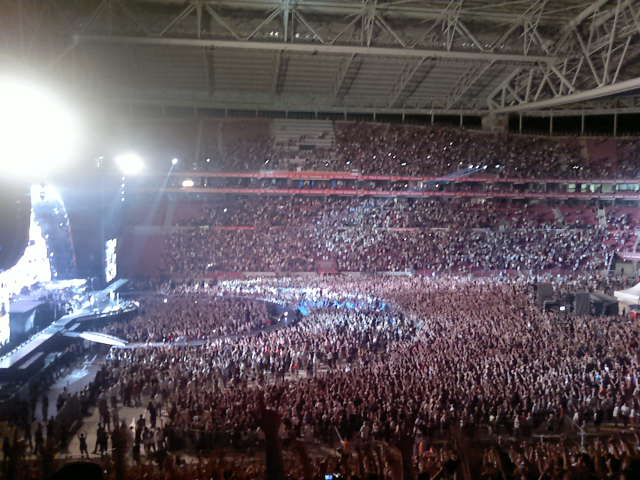
邦乔维音乐会。

土耳其电信竞技场也可以变成一个演唱会的舞台，可容纳超过70000人。2011年7月8日，邦乔维成为第一支在该场馆演出的音乐人。
第二场则是麦当娜MDNA Tour巡回演出的一部分，有47000名乐迷到场。

## 记录

### 上座率
- 在土耳其电信体育场的最高上座率纪录是51567，于2012年4月22日土耳其超级联赛加拉塔沙雷对阵费内巴切的比赛。
- 欧洲冠军联赛的最高上座率是51278，于2012年11月20日加拉塔萨雷1-0击败曼联。
- 国家队比赛的最高上座率是49532，于2011年10月7日土耳其队对阵德国队。

| 排名 | 上座率 | 日期           | 赛事                    |
| ---- | ------ | -------------- | ----------------------- |
| 1    | 51567  | 2012年4月22日  | 加拉塔沙雷 – 费内巴切   |
| 2    | 51393  | 2011年3月18日  | 加拉塔沙雷 – 费内巴切   |
| 3    | 51311  | 2012年12月16日 | 加拉塔沙雷 – 费内巴切   |
| 4    | 51278  | 2012年11月16日 | 加拉塔沙雷 – 曼联       |
| 5    | 50463  | 2012年5月6日   | 加拉塔沙雷 – 贝西克塔斯 |
| 6    | 50152  | 2012年12月7日  | 加拉塔沙雷 – 费内巴切   |
| 7    | 49817  | 2012年2月26日  | 加拉塔沙雷 – 贝西克塔斯 |
| 8    | 49532  | 2011年10月7日  | 土耳其 – 德国           |
| 9    | 47756  | 2011年9月3日   | 土耳其 – 哈萨克斯坦     |
| 10   | 46987  | 2012年10月2日  | 加拉塔沙雷 – 布拉加     |

### 最大人群声
2011年3月18日，在该体育场内录得131.76分贝，获得「在体育场馆内最响亮的人群吼声」（「Loudest crowd roar at a sports stadium」）的吉尼斯世界纪录大全。

## 图库

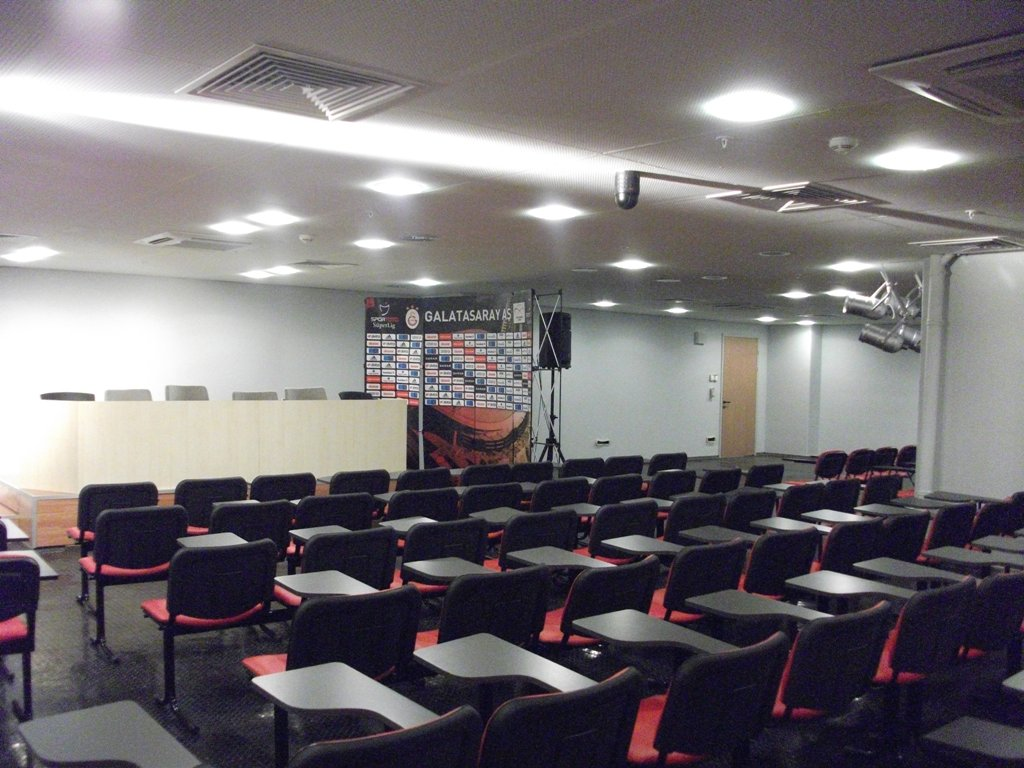
新闻发布室
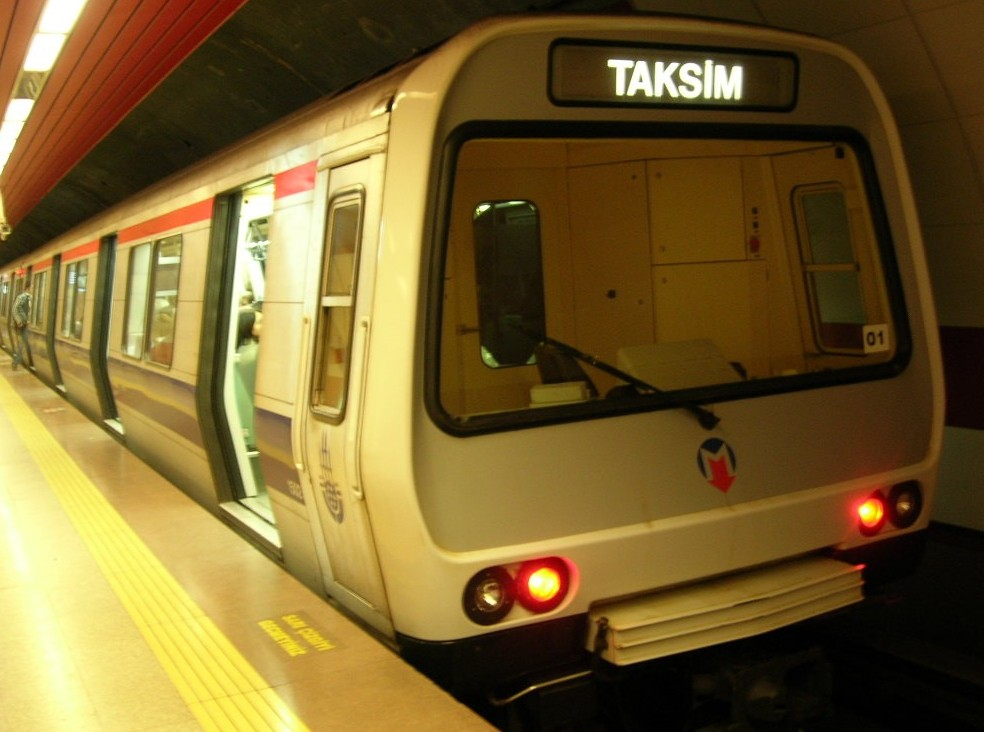
地铁站
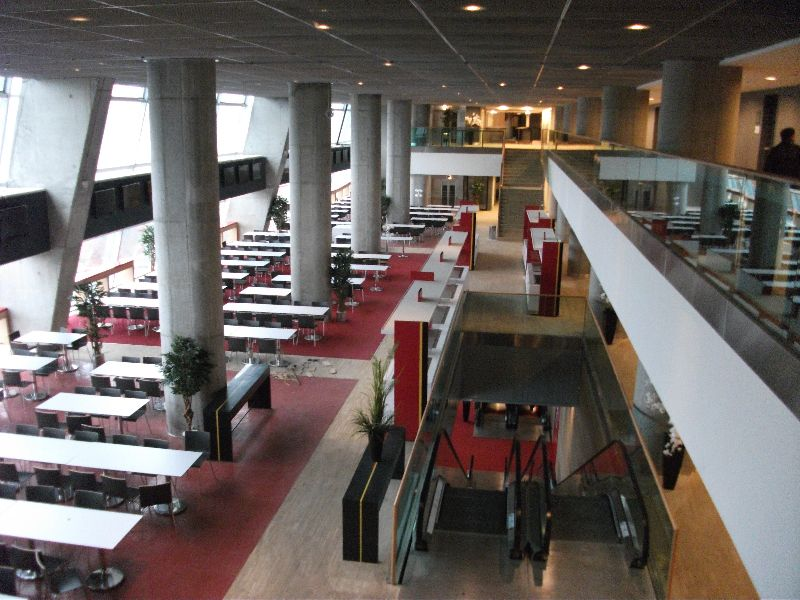
贵宾室
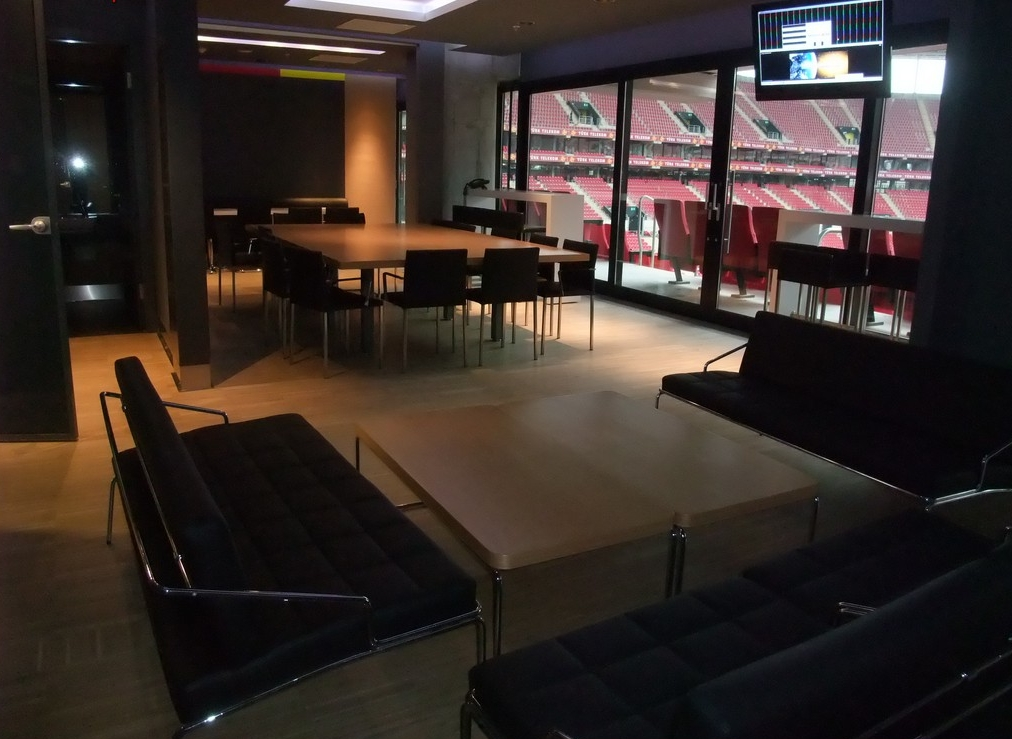
套间
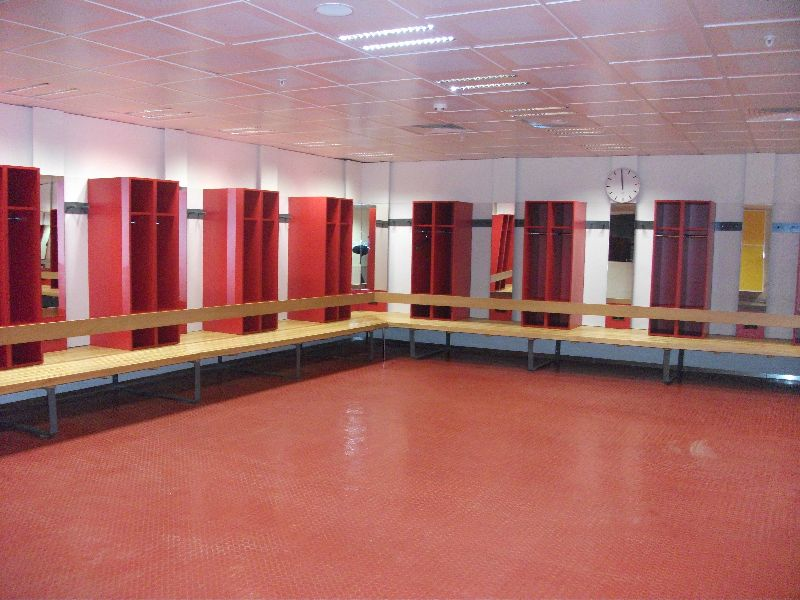
更衣室
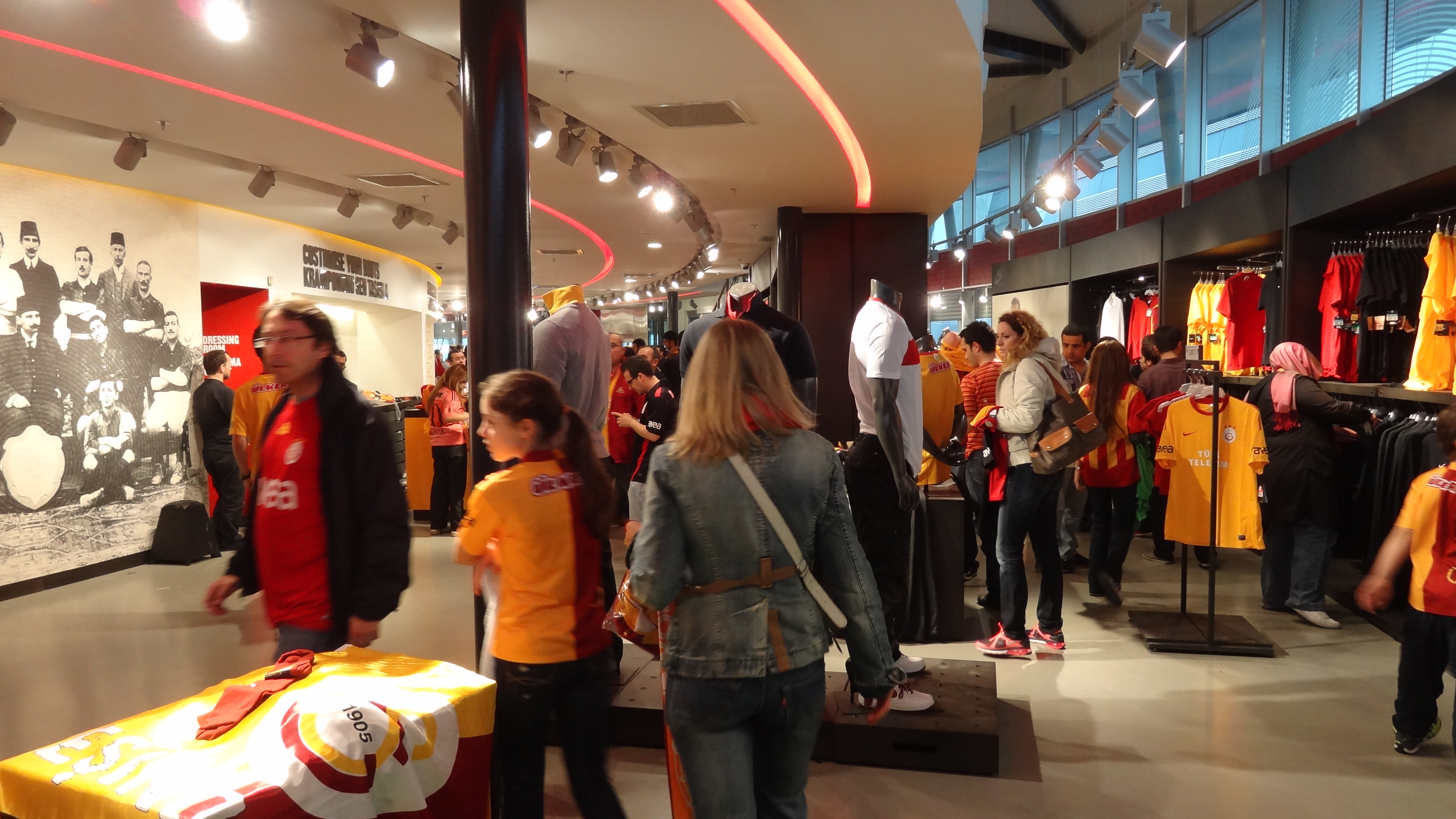
商店
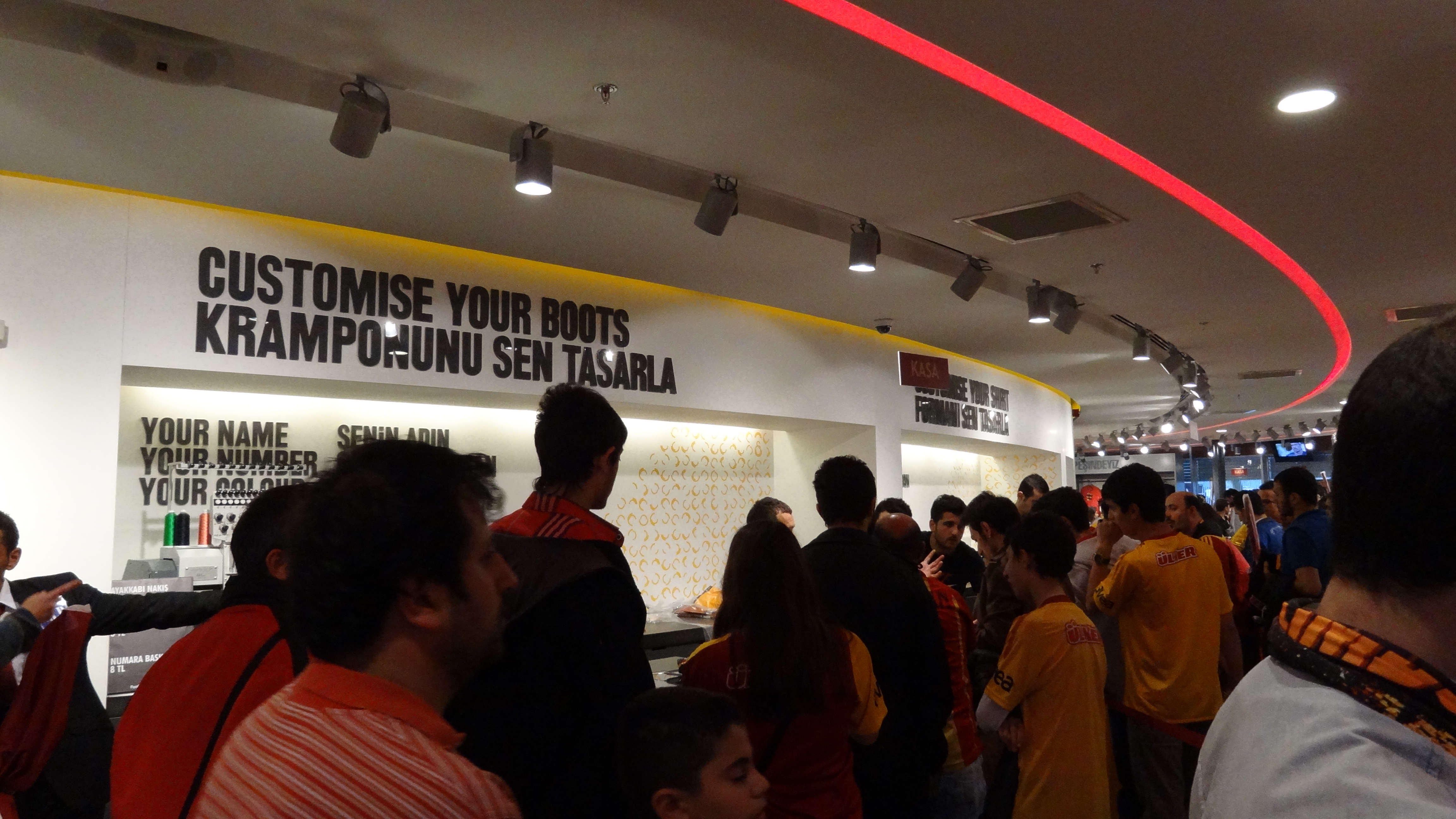
Al商店
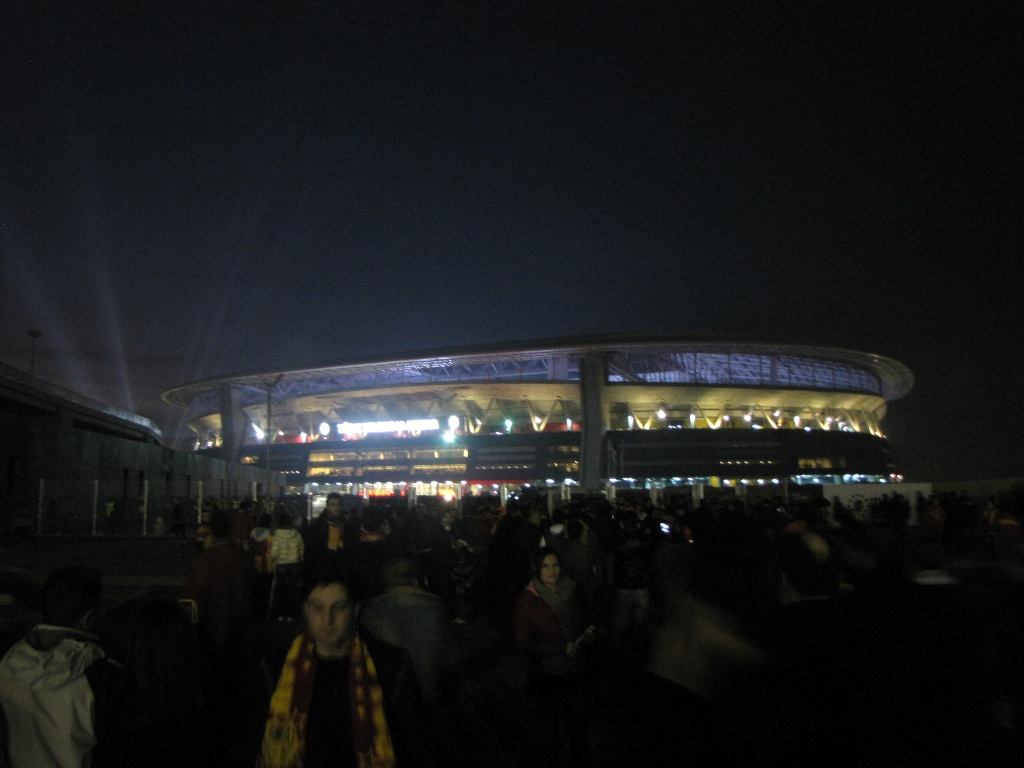
外景